# Irschen
Irschen è un comune austriaco di 1 999 abitanti nel distretto di Spittal an der Drau, in Carinzia. Nel 1923 ha inglobato la località di Pflügl, fino ad allora frazione di Dellach im Drautal.